# Ricco (cráter)

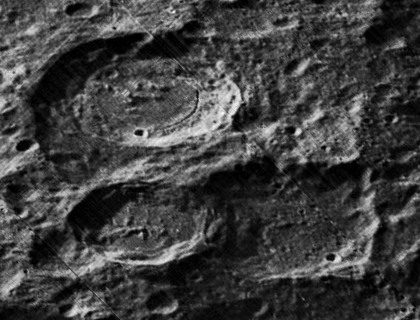
Vista oblicua de Karpinskiy (arriba izquierda), Ricco (abajo izquierda), y Milankovic (abajo derecha), desde el Lunar Orbiter 5.

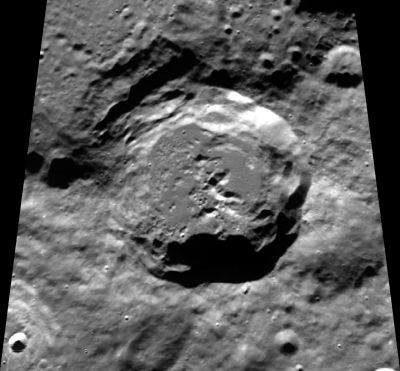
Fotografía de la misión Clementine (1994).

Ricco es un cráter de impacto perteneciente a la parte norte de la cara oculta de la Luna. Se encuentra sobre el borde sureste del cráter más grande Milankovic. A menos de un diámetro al sudoeste se halla Karpinskiy, mientras que al sureste aparece Roberts.
|  |

Es una formación relativamente reciente que no ha sido degradada por la erosión de otros impactos. El labio del borde está bien definido excepto en el suroeste. En ese faldón lateral los materiales eyectados de Karpinsky se superponen al brocal, llegando hasta el borde del suelo interior. El resto de la pared interna tiene una caída uniforme en algunos lugares, y con una parte superior empinada y aterrazamientos de material desprendido en otras. Los aterrazados más extensos se sitúan en el lado noroeste, donde el borde invade cerca de la cuarta parte del suelo de Milankovic.
El suelo interior de Ricco posee zonas nivelados que rodean una formación de crestas alrededor del punto medio. La más prominente de estas crestas se encuentra en el lado noreste del punto medio. Presenta otra cresta más pequeña situada al sur y una cresta baja en el suelo del sector norte. Así mismo, varias colinas bajas se levantan sobre el suelo del cráter.